# Edificio IQON
IQON es un rascacielos residencial ubicado en la ciudad de Quito, Ecuador. Con una altura de 130 metros y 32 plantas, es considerado el edificio más alto de la ciudad hasta su finalización en 2023. Fue diseñado por la firma danesa Bjarke Ingels Group y desarrollado por la promotora ecuatoriana Uribe Schwarzkopf.

## Historia
El proyecto fue anunciado en 2016 como parte de un plan de desarrollo urbano en el sector de La Carolina, en el norte de Quito. La construcción inició en 2018 y finalizó en 2023. Se trata del primer edificio diseñado por BIG en Sudamérica.
El edificio fue entregado oficialmente en 2023 y comenzó a recibir a sus primeros residentes a mediados de ese mismo año.

## Diseño
El edificio presenta una estructura escalonada con terrazas ajardinadas en cada nivel, lo que favorece la ventilación natural y la entrada de luz. Se utilizaron materiales como hormigón armado y vidrio, y su diseño busca combinar funcionalidad con consideraciones ambientales, incorporando vegetación y estrategias de eficiencia energética.
La fachada de hormigón visto actúa como una suerte de "marco urbano" que abre vistas hacia el Parque La Carolina y las montañas que rodean la ciudad, mientras que las jardineras integradas permiten que el edificio funcione como una extensión del espacio verde.

## Arquitectura y concepto
IQON fue concebido por Bjarke Ingels como una “torre-paisaje” que reinterpreta la arquitectura de Quito, no desde la réplica formal, sino desde una conexión simbólica con el entorno natural. Cada balcón actúa como un “pixel” de vegetación que, en conjunto, transforma la torre en un ecosistema vertical.
El diseño incorpora una secuencia apilada de módulos de hormigón en forma de “L”, lo que otorga al edificio una silueta dinámica y singular. Las unidades residenciales están organizadas alrededor de un núcleo central, con grandes ventanales de piso a techo que permiten una visual permanente del paisaje andino.
La torre también incluye espacios de coworking, áreas comerciales, una piscina con vista panorámica y un gimnasio, lo cual refleja la tendencia hacia edificaciones de uso mixto de alto estándar.

## Construcción
El proceso de construcción requirió técnicas especializadas debido a su forma irregular. Se implementaron métodos de aislamiento térmico y acústico, además de sistemas de gestión de agua y energía. La torre fue construida por Uribe Schwarzkopf.
El uso de hormigón visto no solo responde a una elección estética, sino que también optimiza la durabilidad y reduce los requerimientos de mantenimiento de la fachada.

## Características
- Altura: 130 metros
- Plantas: 32
- Uso: Residencial y comercial
- Superficie: más de 50.000 m²
- Materiales: Hormigón y vidrio
- Sostenibilidad: Ventilación natural, vegetación integrada, ahorro energético

## Recepción
El edificio ha sido destacado por publicaciones especializadas como ArchDaily, Clarín, Arquitectura Viva y AD Magazine por su diseño arquitectónico, su enfoque en sostenibilidad y su integración con el entorno urbano.
Además, ha sido reconocido como un ícono de la arquitectura contemporánea en Ecuador y un referente de diseño en altura a nivel regional.